# 이형민 (프로듀서)
이형민(1965년 ~ )은 KBS 드라마본부의 프로듀서이다.

## 학력 및 경력
- KBS 드라마본부 프로듀서
- 굿스토리 CEO

## 수상 경력
- 2003년 제39회 백상예술대상 TV부문 극본상
- 2011년 아시아 레인보우 TV어워즈 최우수 감독상

## 작품 활동
| 제작년도 | 방송 | 제목               | 역할                 | 비고 |
| -------- | ---- | ------------------ | -------------------- | ---- |
| 2002     | KBS2 | 겨울연가           | 공동연출 (윤석호 PD) |      |
| 2003     | KBS2 | 상두야, 학교가자   | 연출                 |      |
| 2004     | KBS2 | 미안하다, 사랑한다 | 연출                 |      |
| 2006     | KBS2 | 눈의 여왕          | 연출                 |      |
| 2017     | JTBC | 힘쎈 여자 도봉순   | 연출                 |      |
| 2018     | KBS2 | 우리가 만난 기적   | 연출                 |      |
| 2022     | MBC  | 지금부터, 쇼타임!  | 연출                 |      |